# Pierre Küchly
Pour les articles homonymes, voir Küchly.
Pierre Küchly (1836-1908) est un homme politique mosellan. Prêtre catholique, il est député au Reichstag allemand, de 1890 à 1903.

## Biographie
Pierre Küchly naît le 7 janvier 1836 à Saint-Louis en Moselle. Après des études littéraires à Pont-à-Mousson, il suit une formation en philosophie et théologie au séminaire de Nancy. Vicaire à Dabo de 1860 à 1863, puis à Sarrebourg de 1863 à 1865, il est nommé curé à Guntzviller en Moselle, où il reste jusqu'en 1871. Il est nommé prêtre à Dabo en 1871. Après la défaite française de 1871, l'Alsace-Lorraine est annexée à l'Allemagne. La vie reprend doucement son cours. En 1888, Pierre Küchly est nommé archiprêtre à Sarrebourg, ville annexée du district de Lorraine. 
Dans le paysage politique régional, on assiste à l’implantation progressive des partis politiques de type allemand, corrélativement à l’émergence d’une politique régionale propre au Reichsland Elsaß-Lothringen et à ses enjeux. Ces nouveaux enjeux le poussent à se présenter aux élections du Reichstag de 1890, aux côtés des protestataires. 
De 1890 à 1903, Pierre Küchly siège comme député lorrain protestataire au Reichstag allemand, représentant les électeurs des circonscriptions de Sarrebourg et Château-Salins. 
Pierre Küchly décédera en avril 1908, à Sarrebourg.

## Mandats électifs
- 1890 - 1903 : Reichstag - Wahlkreis Reichsland Elsaß-Lothringen 15 Saarburg, Château-Salin, groupe Elsaß-Lothringische Protestpartei

## Sources
- François Roth : La vie politique en Lorraine au 20e siècle, Presses universitaires de France, 1985 ;
- Küchly, Peter sur Datenbank der deutschen Parlamentsabgeordneten ;
- Heinrich Best: Datenbank der Abgeordneten der Reichstage des Kaiserreichs 1867/71 bis 1918 Fiche biographique.